# Lakes by the Bay
Lakes by the Bay è un'area non incorporata degli Stati Uniti d'America situato nella parte meridionale della Contea di Miami-Dade dello Stato della Florida.
Fino al 2005 era un Census-designated place, ma successivamente è stata incorporata nella città di Cutler Bay.
Secondo le stime del 2010, la città ha una popolazione di 9.055 abitanti su una superficie di 12,90 km².

Nell'agosto del 1992 Lakes by the Bay e l'area sud di Miami-Dade furono pesantemente danneggiate dall'uragano Andrew. La maggior parte degli edifici della zona furono distrutti e negli anni successivi ricostruiti con muri di cemento abbandonando il precedente uso di strutture in legno.